# Gertrude Bell
Pour les articles homonymes, voir Bell.
Gertrude Bell, née le 14 juillet 1868 à Washington au Royaume-Uni et morte dans la nuit du 12 juillet 1926 à Bagdad, est une archéologue, exploratrice, écrivaine, femme politique, espionne et diplomate britannique.
Née dans une famille de la haute bourgeoisie industrielle britannique, Bell suit des études supérieures poussées et effectue dans sa jeunesse de nombreux voyages en Europe et au Moyen-Orient ce qui lui permet d'acquérir une bonne connaissance de ces régions. Après plusieurs années consacrées à l'alpinisme, elle s'adonne pleinement à l'archéologie dans l'Empire ottoman à partir de 1905.
À partir de 1916, sa bonne connaissance de l'arabe et de la diplomatie de la région lui vaut d'être la seule femme agente de liaison auprès des nationalistes arabes au sein du Bureau arabe, une antenne du département des renseignements du Commonwealth installée au Caire. Bien que sous-estimée par ses pairs, son expertise du Moyen-Orient est largement reconnue par les officiels britanniques. Rattachée au Foreign Office, proche de Fayçal Ier à partir de 1919, elle joue un rôle important dans l'installation au pouvoir de la dynastie hachémite en Irak en 1921. Elle reste à la cour du roi où elle s'engage dans la préservation du patrimoine irakien. On lui doit la création du musée national d'Irak. Elle meurt d'une overdose médicamenteuse alors que sa famille connaissait une passe difficile.
Figure paradoxale, elle était contre le droit de vote des femmes, mais a réussi à s'imposer parmi un monde d'hommes. De même, attachée au développement d'institutions archéologiques arabes, elle défendait cependant le « partage » des plus belles pièces avec les musées européens. Longtemps éclipsée par l'officier et écrivain Thomas Edward Lawrence, qui appartenait également au Bureau arabe, Bell est aujourd'hui en pleine redécouverte par le grand public et les historiens.
Nicole Kidman l'a incarnée dans le biopic de Werner Herzog Queen of the Desert, sorti en 2015.

## Biographie

### Jeunesse et formation

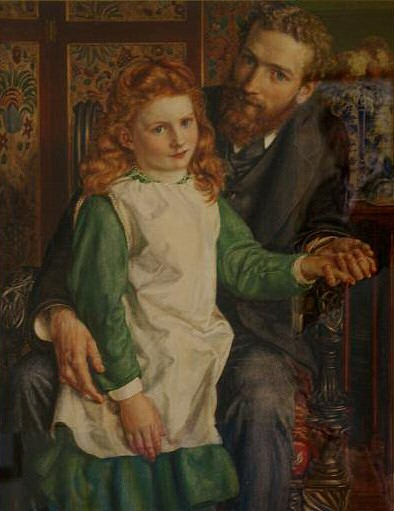
Gertrude Bell et son père en 1876 par Edward Poynter.

Gertrude Margaret Lowthian Bell naît dans une famille riche et influente le 14 juillet 1868 à Washington, dans le comté de Durham, au nord de l'Angleterre. Elle est la fille de l'industriel Hugh Bell et la petite-fille du maître de forges et homme politique libéral Isaac Lowthian Bell. Son milieu privilégié lui permet de bénéficier d'une bonne éducation et de la possibilité de voyager.
Isaac Lowthian Bell encourage en permanence la curiosité de sa petite-fille. Gertrude peut donc bénéficier de sa fortune, ce qui lui permet de s'adonner à ses passions comme l'histoire et la littérature. Après être passée par le Queens' College de Londres, elle entre en 1886 à l'université d'Oxford, dans le collège pour femmes Lady Margaret Hall où elle brille dans ses études notamment en histoire moderne, où elle est la première femme primée, en 1888,,.

### Premiers voyages
Après l'université, Bell voyage beaucoup, en particulier dans les lieux qu'elle a étudiés : en Allemagne de 1886 à 1896, en France de 1889 à 1894, en Italie de 1894 à 1896 ou à Constantinople en 1889. Elle cherche aussi à explorer des lieux plus exotiques. Elle fait deux tours du monde en 1897 et en 1902, s’arrêtant longuement en Inde, en Chine, en Corée, au Japon, au Canada ou aux États-Unis. Elle s'adonne pendant ses voyages à sa passion pour la photographie, prenant des clichés des monuments archéologiques, villes et habitations. Elle documente également largement par écrit et en photographie ses interactions avec la population locale (soldats, prêtres, etc.).
Durant ses voyages, notamment en Suisse, elle développe une passion pour les montagnes et l'alpinisme qui la conduit à passer plusieurs étés entre 1897 et 1904 à gravir plusieurs sommets comme le Mont Blanc ou le Schreckhorn. Elle est la première Britannique à traverser la Meije en 1899 et les Drus en 1900 ; en 1901, avec ses guides Ulrich et Heinrich Fuhrer, elle réussit la première ascension de sept sommets dans les Engelhörner, un chaînon dans les Alpes bernoises. Un de ces pics, le Gertrudspitze (2 632 m), a été nommé en son honneur. En 1902, lors d'une tentative pour la première ascension de la face nord-est du Finsteraarhorn, elle reste bloquée trois jours dans la tempête avec ses guides, aventure décrite par John Percy Farrar comme l'une des plus grandes expéditions dans les Alpes.
La région qui intéresse le plus Bell durant ces voyages de jeunesse est le Proche-Orient, dont les paysages et la culture la captivent. Bell éprouve en effet le « désir de l'Orient », symptomatique de l’époque coloniale dans laquelle elle vit. En 1892, son premier séjour en Perse, où son oncle Franck Lascelles était ambassadeur, développe sa curiosité et son intérêt pour la région,. Elle en tire son premier ouvrage, Safar Nameh: Persian Pictures, publié en 1894. Elle traduit également plusieurs poèmes persans.

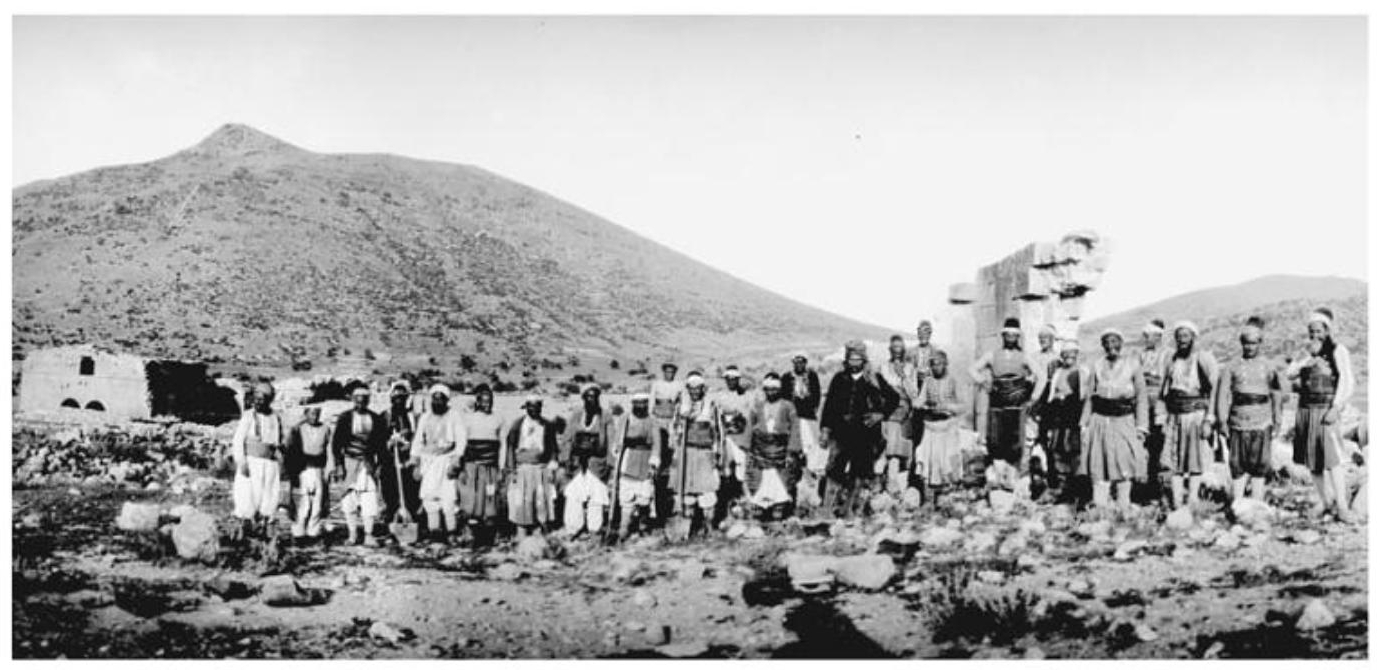
Des ouvriers de Bell sur le chantier de Binbirkilise.

Son premier grand voyage au Proche-Orient se déroule entre 1899 et 1900 à Jérusalem où elle séjourne avec sa famille et étudie l'arabe et le persan. Avant la Première Guerre mondiale, elle fait ainsi de nombreux voyages en Syrie, Asie Mineure, Mésopotamie et dans la Péninsule Arabique, dont elle explore les endroits isolés. En 1905, un nouveau séjour au Proche-Orient lui permet de creuser son intérêt pour la période antique de ces régions. Elle étudie donc les ruines, l'architecture, les inscriptions, etc. Elle explore des sites peu connus comme le site de Tell Nebi Mend. Elle relate ce voyage de 1905 dans Syria: The Desert and the Sown, publié en 1907.
En 1907, Bell se rend à nouveau dans l'Empire ottoman pour participer à diverses excavations aux côtés de William Mitchell Ramsay, d'abord en Turquie, comme à Binbirkilise, puis au nord de la Syrie, en Mésopotamie historique, à Ekalte. Elle rencontre d'autres universitaires auprès desquels elle perfectionne son approche géopolitique de la région et sa façon de rendre compte de son passé.

### Voyage de 1909 en Mésopotamie
Son voyage suivant a lieu en 1909. En avril, elle arrive à Babylone. Elle s'installe avec la mission archéologique en place, dirigée par Robert Koldewey. Elle y retourne plusieurs fois, en mars 1911 et au printemps 1914 puis plusieurs fois pendant la Première Guerre mondiale. Elle participe aux excavations et à la découverte de recoins du palais de Nabuchodonosor II. Les méthodes employées par les chercheurs allemands et le travail minutieux de Koldewey font forte impression auprès de Bell qui s'emploie avec autant de rigueur dans son rôle de directrice des antiquités d'Irak. Ces passages à Babylone ont un impact conséquent sur sa compréhension et son appréhension de l'histoire de la Mésopotamie.

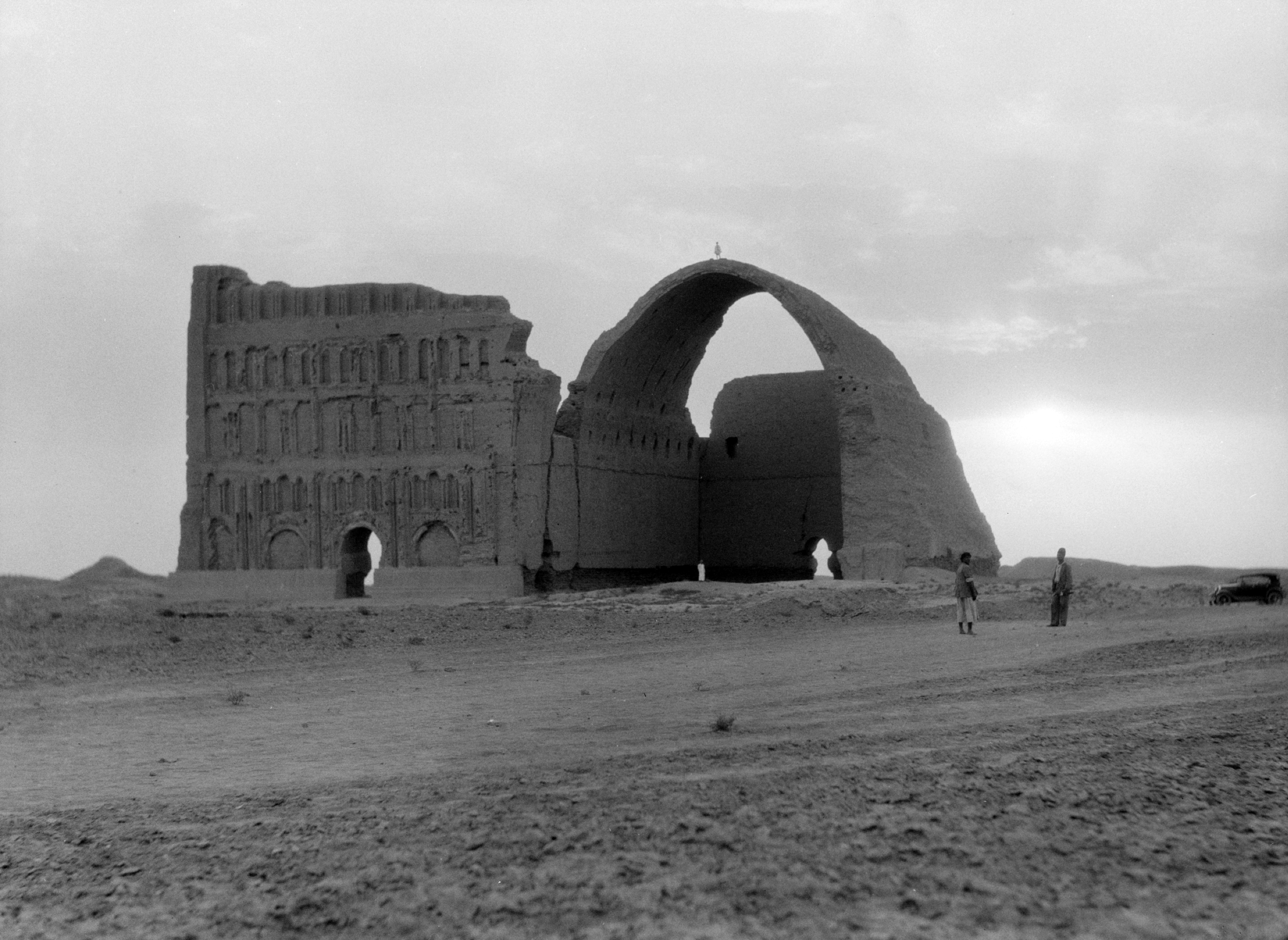
Vestiges du Taq-e Kisra, dit palais de Ctésiphon, en 1932.

Après sa première visite de Babylone, Bell se rend à Ctésiphon. Elle joue un rôle essentiel dans sa préservation, et notamment celle du Taq-e Kisra. Elle est bien consciente que son histoire jouerait un rôle essentiel dans la reconstruction identitaire irakienne. Ainsi, elle y emmène Fayçal en 1921, peu après son couronnement.
Il s'ensuit la première de nombreuses visites à Bagdad, où elle doit rencontrer le Consul-général britannique. C'est certainement la ville la plus importante pour Bell. Avec l'arrivée des forces britanniques en 1917, elle en fait sa résidence principale. Son intérêt, en plus de sa richesse architecturale et de ses antiquités, est également politique par la position centrale qu'occupe alors la ville dans les affaires mésopotamiennes. Forte de sa connaissance de cette région qu'elle vient de traverser, tant historiquement que socialement grâce aux discussions et aux liens noués avec les populations locales, elle est un atout non négligeable du corps diplomatique britannique de Bagdad.
Bell quitte le 12 avril 1909 Bagdad pour Samarra. Elle critique le travail qu'avait publié quelque temps auparavant Ernst Herzfeld sur la ville, affirmant que « tout son travail est à refaire ». Elle trouve que les travaux de Herzfeld manquent de rigueur, de précision, montrant par la-même son attachement à la méthode et à rendre compte le plus précisément de ce qu'elle observe. Samarra joue un rôle important dans la constitution des réseaux de Bell. Ses contacts avec les universitaires et chercheurs tels Herzfeld, Max van Berchem et Henri Violett et tous les échanges de connaissances auxquels elle prend part l'intègrent en partie dans le cercle des archéologues du Moyen-Orient. Son périple continue vers Assur où elle rencontre Walter Andrae avec qui elle tisse des liens forts. Elle termine ce séjour vers Nimroud avant de se diriger vers Mossoul.
Ce voyage au cœur de la Mésopotamie forge le caractère de Bell. Bien que ses intentions premières soient archéologiques et universitaires, certains de ces contemporains tel que Walter Andrae y ont vu les prémices du rôle que Bell allait jouer lors de la Première Guerre mondiale. Ce dernier suspectait qu'elle fût en « mission diplomatique » (comprendre mission de renseignement) dès 1909 puis en 1911 pour le compte du Foreign Office.

### Engagement dans les campagnes britanniques

#### L'espionne
À la déclaration de guerre, Gertrude Bell demande à être envoyée au Moyen-Orient, ce qui lui est refusé. Elle se porte alors volontaire de la Croix Rouge en France.

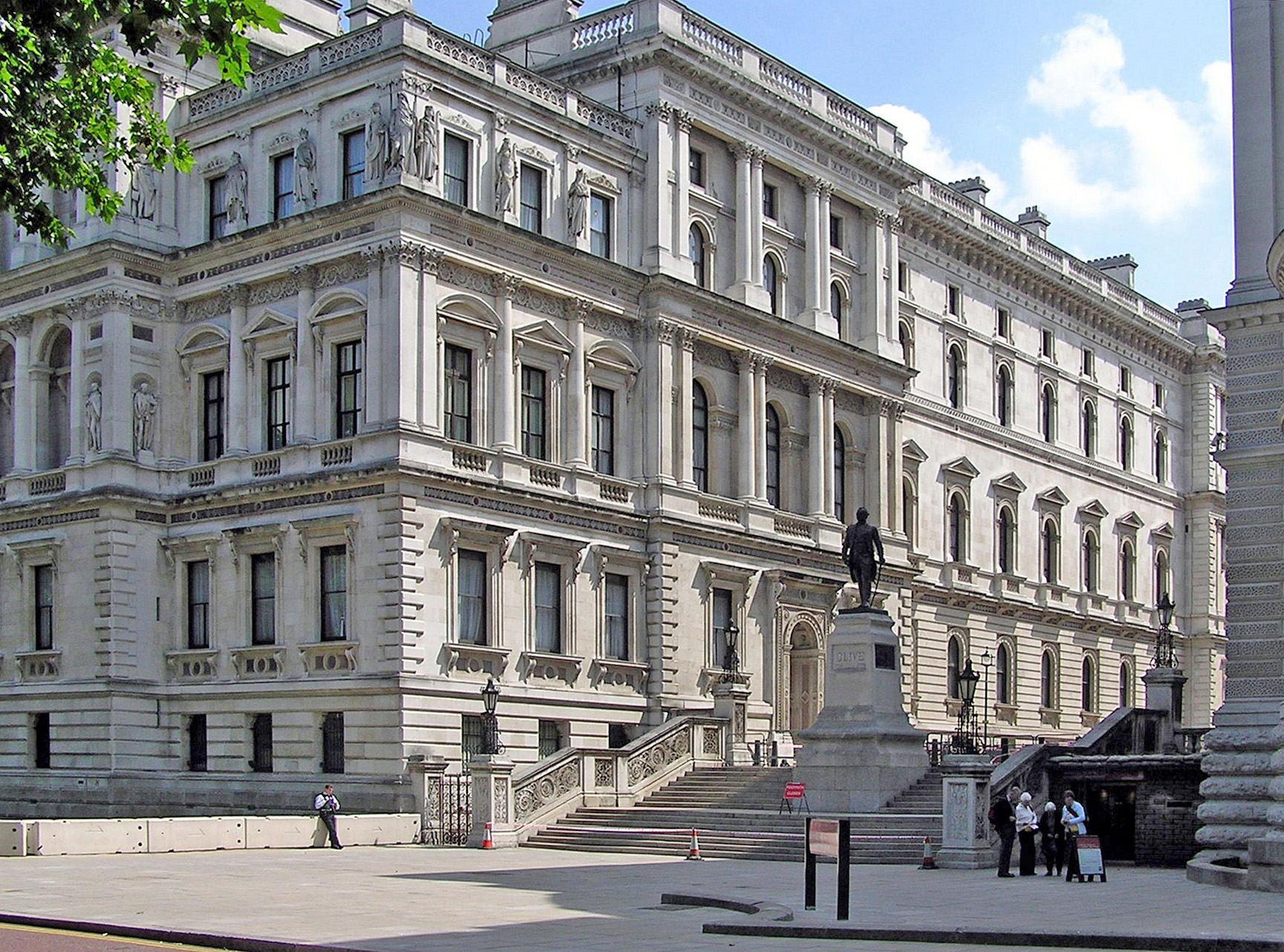
Le Foreign Office, à Londres, où les notes de Bell étaient prisées.

En novembre 1915, l'archéologue David Hogarth, qui travaillait pour les services secrets britanniques, envoie Bell en Égypte pour évaluer le degré de sympathie des tribus bédouines envers la Grande-Bretagne. Elle arrive en février au Caire. Elle y retrouve d'autres archéologues censés assister les organisations secrètes nationalistes arabes contre l'Empire ottoman, regroupées au sein du Bureau arabe, qui venait d'être formé. Bell y retrouve Thomas Edward Lawrence, Charles Leonard Woolley ou encore Aubrey Herbert. La direction opérationnelle est confiée à Hogarth. Bell s'établit à l'hôtel Grand Continental du Caire d'où elle pilote ses activités sur la péninsule arabique.
Son rôle dans le renseignement est rendu possible par ses relations. En vingt années de voyage, elle a glané de nombreux contacts précieux, auprès de divers groupes arabes, notamment les Druzes, les Dulaimen et les Chammar. Sur ses notes figurent les points d'eau, les alliances claniques, les liens et inimitiés entre tribus. Ainsi, ses analyses d'une grande justesse notamment sur Ibn Saoud, la Palestine ou bien les prétentions françaises au Moyen-Orient font de Bell une personnalité prisée des diplomates du Foreign Office.
Le 3 mars 1916, Hogarth envoie Bell à Bassorah pour aider Percy Cox, chargé du maintien de l'ordre dans la région. Elle rencontre les cheikhs locaux, réussissant à gagner leur confiance pour les rallier aux Anglais. Son influence est telle que lorsque Hogarth envisage de rappeler Bell, Cox, pourtant initialement réticent à l'arrivée de Bell, souhaite la garder. Grâce à la qualité de son travail, elle est nommée Political Officer (en), ce qui officialise son travail.
Lors de la prise de Bagdad en mars 1917, elle est chargée de trouver des relais locaux pour occuper Bagdad le plus pacifiquement possible. Elle est alors promue Oriental Secretary, seule femme à jouir de ce titre. Durant toutes ces années elle publie ses analyses dans l'Arab Bulletin (en), largement plébiscité par les autorités coloniales et expéditionnaires pour évaluer la zone. Le Foreign Office envoie de jeunes arabisants et des personnalités plus aguerries se former à ses côtés. Ainsi, Bell conseille notamment Lawrence d'Arabie et St. John Philby.

#### Indépendance irakienne

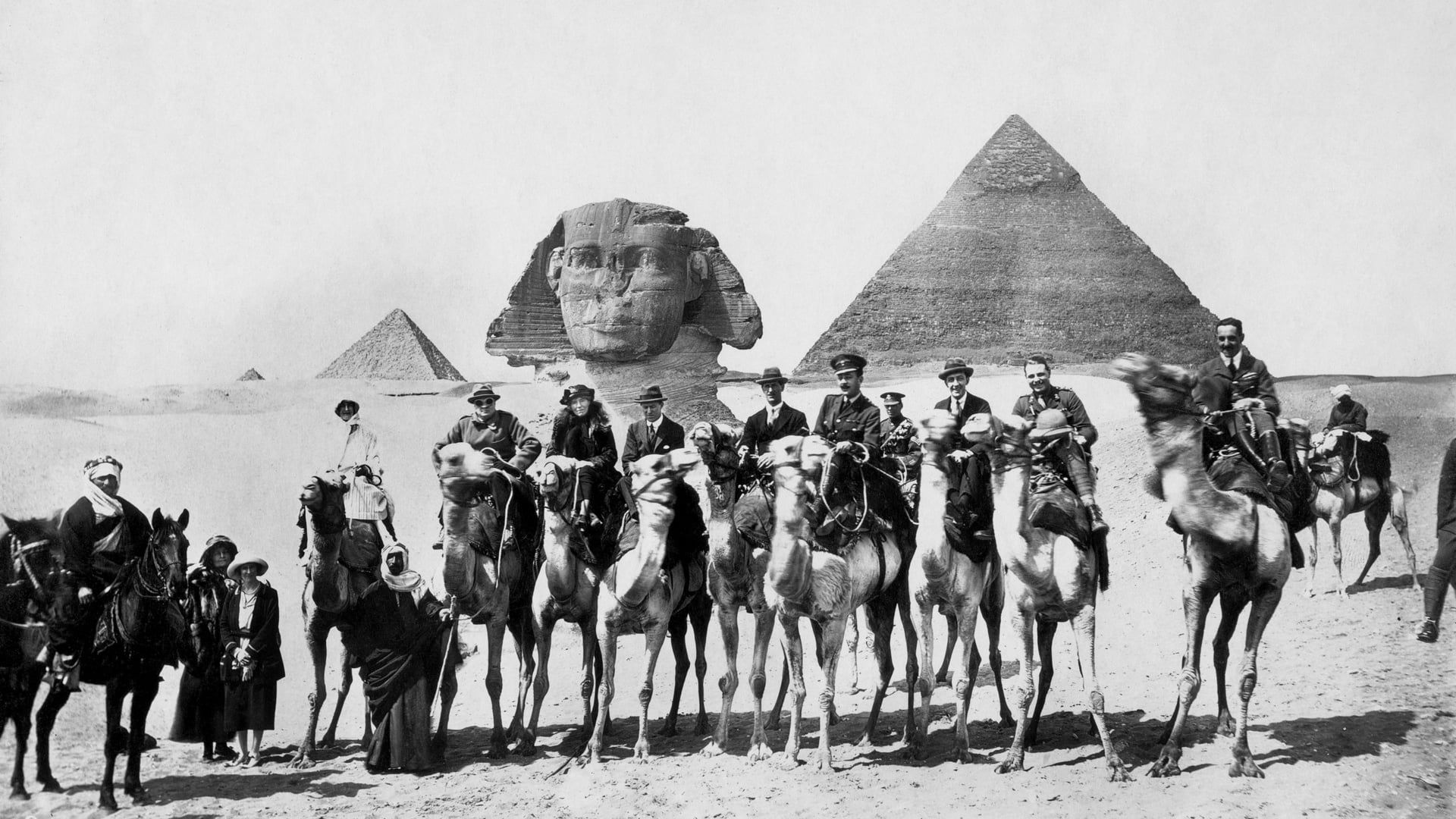
Gertrude Bell entourée de Churchill (gauche) et de Lawrence (droite) en visite sur le site de Gizeh lors de la conférence du Caire de 1921.

Au début de la guerre, Bell est attachée à l'idée de relier administrativement ces territoires à la Couronne britannique. Après trois années passées dans la région, elle change d'avis et écrit au Foreign Office qu'il n’existe « aucun moyen de maintenir le peuple de Mésopotamie sur la voie de la paix si ce n’est en lui donnant ce à quoi il ne renoncera pas volontairement. Un bon gouvernement, dirigé par d’autres, c’est-à-dire par nous, ne suffit pas ». Elle rejette la solution d'États pluri-ethniques et, depuis sa rencontre avec le prince Fayçal lors de la Conférence de la paix, soutient la solution monarchique. Son souhait de mettre Fayçal sur le trône d'Irak est à la fois rationnel et pragmatique mais aussi romantique. Toujours influencé par la connaissance de l'histoire, elle pense qu'un Hachémite, descendant direct du Prophète, est plus à même d'unir les peuples arabes. De plus, elle croit en une certaine prédestination et que le règne de Fayçal serait aussi grandiose que celui des plus illustres rois et conquérants de Mésopotamie. Bell continue dans cet immédiat après-guerre à servir d'interface entre les leaders arabes et le gouvernement britannique.
Le 13 mars 1921, Gertrude Bell prend part à une réunion réunissant agents et conseillers coloniaux ainsi que des officiers généraux — les « Quarante Voleurs » selon Winston Churchill. On compte parmi eux des figures essentielles du Moyen-Orient mandataire telles que T.E. Lawrence, Edmund Allenby, Percy Cox ou encore Churchill. Ils doivent trouver la solution la moins coûteuse pour maintenir l'Irak dans le giron britannique ; ce qui aboutit à la réduction des forces britanniques en Mésopotamie et à la mise en place de Fayçal à la tête de l'État. Pendant la conférence, elle ne ménage pas ses efforts pour que la Transjordanie et l'Irak soient dirigés par Abdallah Ier de Jordanie et Fayçal Ier d'Irak, deux fils de Hussein ben Ali, chérif de La Mecque, roi du Hedjaz, qui fut l'un des promoteurs de la révolte arabe de 1916 contre l'Empire ottoman.
Le 15 mars, avec Percy Cox, elle soutient le rattachement de la région kurdophone méridionale à l'Irak. Puis avec Cox, et sur ordre de Churchill (alors secrétaire des colonies), elle retourne à Bagdad où elle doit organiser un « mouvement de soutien spontané et populaire » à Fayçal pour légitimer les décisions prises au Caire. Ils se confrontent à la nouvelle alliance de Talib al-Naqib et du Naqib al-ashraf que Cox gère à l'anglaise, « exilant » l'un à Ceylan, rendant illégitime l'autre en raison de son grand âge.
Tandis que Cox doit rallier difficilement les chiites au nord du pays, Bell se charge, quant à elle, de rallier les sunnites à Bagdad. Ces derniers, moins nombreux que les chiites, accueillent favorablement les plans britanniques de mettre des sunnites à la tête de l'État. Cox qui accompagne Fayçal dans le nord, rencontre lui les plus grandes difficultés à rallier les chiites qui se sentent marginalisés par la solution gouvernementale à dominance sunnite britannique. « Avec  eux, on sait où on en est, écrit-elle, ils se laissent guider par la raison, à la lumière de leurs convictions ; alors qu’avec les chiites, si bien intentionnés soient-ils, à tout moment, un alim fanatique ignorant peut leur raconter que par ordre de Dieu et de lui-même ils doivent penser autrement. »
Le travail de Bell  sur le papier semble avoir fonctionné. Début août, lors d'un plébiscite « représentant 96% de l'électorat » selon Cox, l'immense majorité des Irakiens approuvent le choix de faire de Fayçal Ier le roi d'Irak. Les frontières ainsi établies, intègrent, tout en les maintenant en minorité, les chiites et les Kurdes au nord du pays, s'assurant ainsi du contrôle des champs pétrolifères du nord. Bell devient une confidente du nouveau roi, et participe à ses conseils.
La création de l'Irak à laquelle Bell vient de participer est une source majeure de tension avec la France pendant l'entre-deux-guerres. Alors que la France vient d'expulser Fayçal de Syrie, la tension se renforce avec l'interception par les services français d'un mémorandum de Bell dans lequel elle écrit : « C’est le Druze qui permettra à ses frères syriens d’évincer les Français » car la France craint que les Britanniques soutiennent les Druzes dans leur révolte.

### Fin de vie

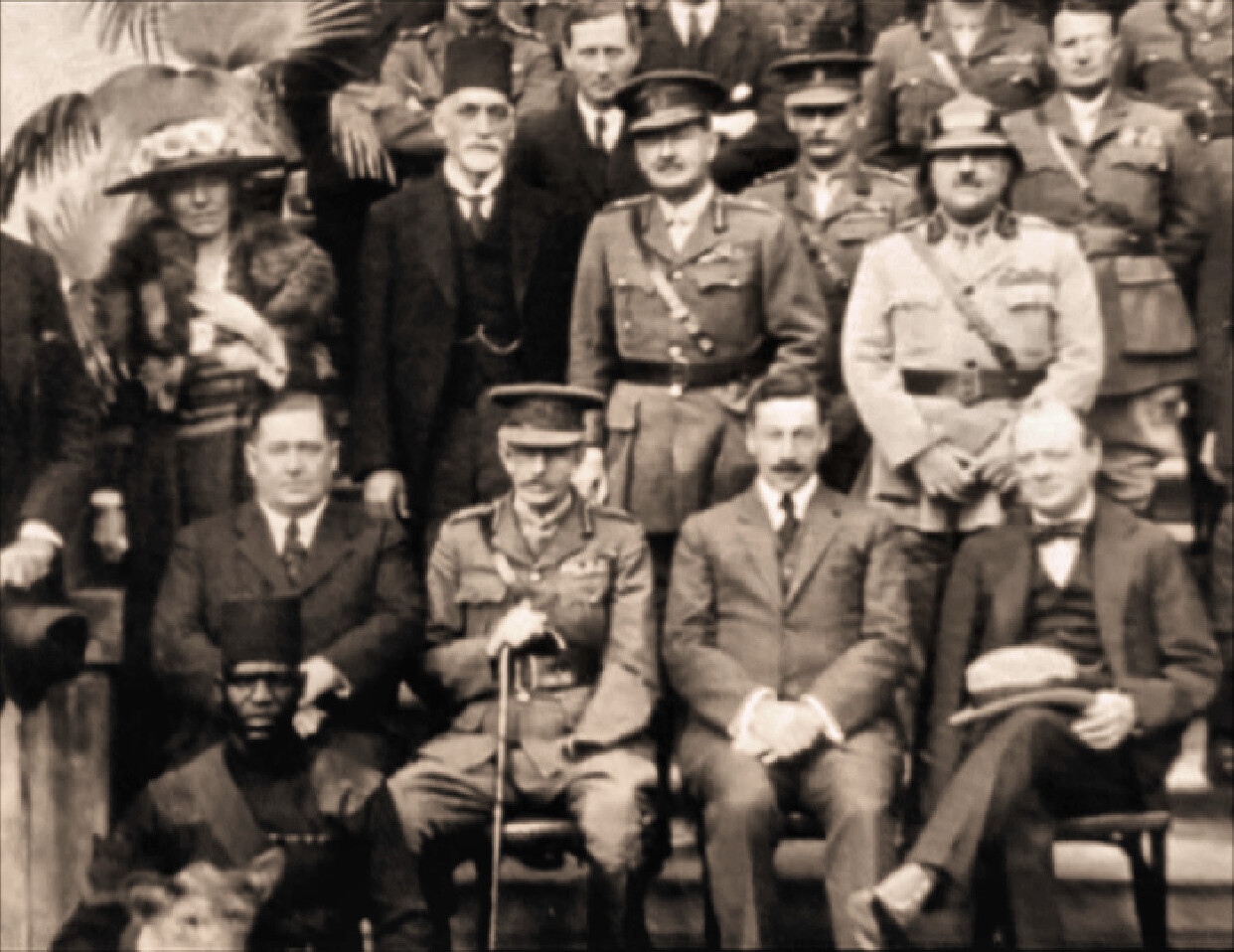
Photo officielle des participants à la conférence du Caire, mars 1921.

Après l'indépendance irakienne, Bell est gagnée par la dépression, elle qui vit pour le Moyen-Orient mais n'y a plus sa place. En Irak, Fayçal la délaisse, ne la réclamant plus à son conseil, et la relègue au rôle de préceptrice d'anglais de son fils. Elle préside la bibliothèque de Bagdad de 1921 à 1924 et supervise l'ouverture du Musée national d'Irak à partir de 1922. De sa position, elle assiste impuissante à la prise de contrôle américaine sur les champs pétrolifères et à la montée en puissance des Saoud qui venaient d'exiler chérif Hussein du Hedjaz. C'est aussi la période où la gloire du « Grand Lawrence » explose au grand public, jetant un voile sur les autres Britanniques impliqués en Mésopotamie.
En 1925, elle revient brièvement au Royaume-Uni, affaiblie par les suites de son hépatite chronique, la malaria, et une dépression. Elle retrouve ses parents qui ont été contraints d'abandonner leur château. La fortune des Bell n'est plus et la guerre a laissé ses traces sur le train de vie des aristocrates anglais qui voient leurs propriétés se faire racheter par de jeunes entrepreneurs américains. Elle décide finalement de retourner en Irak à la fin de l'année 1925, ne voulant pas mourir en Angleterre. Dès son retour, elle attrape une sévère pleurésie. Elle apprend par ailleurs le décès de son demi-frère de la fièvre typhoïde. Elle meurt dans la nuit du 11 au 12 juillet 1926 d'une overdose de somnifères, peut-être intentionnelle. Elle ne s'est pas mariée et n'a pas eu d'enfants. Elle est enterrée dans le cimetière britannique de Bagdad avec les honneurs militaires devant une foule officielle nombreuse. Elle lègue une partie de sa fortune à la British School of Archeology.

## Apport

### Écrits et poèmes
Bell commence sa carrière d'écrivaine dans les années 1890 avec des récits de voyages (The Desert and the Shown). Elle écrit tout au long de sa vie de nombreux livres sur la Syrie et l'Irak, tel son ouvrage de 1920 sur la Mésopotamie traitant de l'occupation de Mossoul et de l’organisation de la société. De plus, elle traduit des textes consacrés au chiisme et analyse les relations compliquées entre tribus.
Sa fascination pour l'Orient l'induit à traduire des poèmes de Hafez, un poète persan. Sa connaissance directe et sa compréhension de l'Orient rendent ses traductions plus authentiques. C'est selon Laurence Chamlou une des rares personnes à avoir véritablement saisi la pensée hafezienne et à avoir surmonté toutes les difficultés de la traductologie des poèmes persans.
Ses nombreuses expéditions archéologiques débouchent sur divers articles dans des revues scientifiques ou de voyages. En archéologie, elle écrit en 1909 un livre sur l'architecture en Anatolie The Thousand and One Churches, en collaboration avec William Mitchell Ramsay.
Elle laisse également une importante correspondance, qui est publiée après sa mort et l'ensemble de ces écrits lui permettent d'occuper une position d'intellectuelle durant cette époque coloniale.

### L’archéologue
Gertrude Bell est la grande figure des débuts de l’archéologie en Irak. Ses contributions à l’archéologie sont moins connues que son rôle politique en Irak. C'est en 1904, après avoir abandonné l'alpinisme, que Bell fait de l'archéologie le principal de ses hobbies. Ses explorations de sites archéologiques font partie de ses motivations pour ses expéditions. Pour combler ses lacunes techniques, elle se forme auprès du professeur français Salomon Reinach, archéologue mais aussi philosophe et normalien, spécialiste de la Grèce antique et de l'Asie Mineure. Ce dernier l'introduit notamment auprès d'autres archéologues. Elle souhaite à la suite de cet enseignement privé pouvoir étudier les ruines byzantines pour étudier « leur influence sur les civilisations orientales ».
Arrivée au Moyen-Orient en 1905, elle prend note et dessine les vestiges qu'elle trouve le long de ses voyages. Elle rêve de devenir une célèbre archéologue laissant sa trace dans l'histoire. C'est lors d'un de ses voyages qu'elle rencontre Thomas Edward Lawrence. Les premières fouilles archéologiques de Bell se concentrent surtout en Asie Mineure. Elle s'intéresse aussi aux églises comme le montre son projet archéologique de Binbirkilise en 1907. Elle y organise un chantier de fouilles où elle trouve notamment une inscription hittite. Elle fouille également la cité antique hittite de Karkemish qui aurait aussi été un carrefour de l'espionnage européen. Les archéologues anglais surveillent leurs voisins allemands construisant des chemins de fer pour le sultan ottoman non loin de là.
En 1918 Bell rédige son premier rapport sur l’archéologie en Mésopotamie. Elle est à l'origine de la création du premier Service des Antiquités irakien, dont elle est la première dirigeante en 1922. Fayçal Ier lui demande de rédiger une loi pour encadrer les fouilles archéologiques. Le projet est cependant difficile à mettre en place, des membres du gouvernement irakien sont contre l'idée d'un « partage » des antiquités, qu'ils trouvent trop avantageux en faveur des étrangers. La loi ne passe donc qu'en juin 1924. A ce moment-là Bell est à la tête des affaires archéologiques, autorisant ou non les fouilles archéologiques et du partage ou non des antiquités. On lui doit aussi la conception et le développement du musée archéologique de Bagdad, ouvert en 1926. Elle en est la première directrice honoraire. Il devient l'un des musées les plus importants du Moyen-Orient, puis le musée national d’Irak. Fayçal Ier fait baptiser l'aile principale du musée en son nom, et dispose un buste en bronze et une plaque en sa mémoire. Son apport à l'archéologie en Irak reste important même après sa mort, menant à la création de la British School of Archeology in Iraq (BSAI). Et son influence permet à l'Irak de faire une transition vers une archéologie nationale irakienne.

## Historiographie

### Réception par ses contemporains

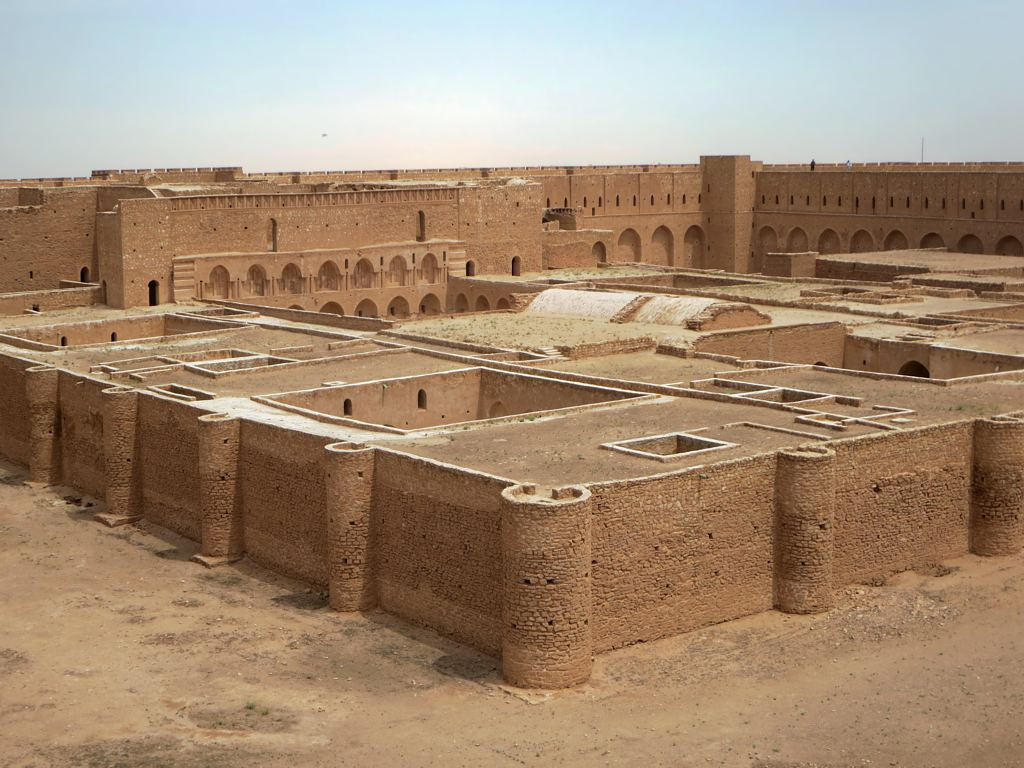
Forteresse d'Ukhaidir, 2016

Le travail de Bell est souvent minimisé, et ce dès le départ, par ses collègues masculins. Ils font référence à sa fortune familiale, à ses vêtements de bonne facture et à son excentricité. De plus, ils remettent souvent en doute ses capacités académiques et ses connaissances. L'archéologue allemand Walter Andrae que Bell estime beaucoup fait partie de ces gens là. Dans son autobiographie, il n'accorde guère d'importance à son apport mais préfère noter sa capacité à parler plusieurs langues, selon lui grâce à sa famille dont la fortune lui avait permis de nouer de bonnes relations avec les cercles diplomatiques de la région, permettant ainsi ses voyages. Au sein de la Royal Geographical Society, à laquelle Bell appartient, certains hommes argumentent contre le fait que certaines femmes puissent faire partie des membres, jugeant qu'elles ne sont pas aptes à l'exploration.
Certains vivent mal le fait qu'elle connaisse mieux le Moyen-Orient qu'eux. C'est le cas de Mark Sykes qui croise son chemin en 1905 à Jérusalem. Alors qu'il découvre le Moyen-Orient en sa qualité de jeune attaché d'ambassade de Grande-Bretagne à Constantinople, Bell lui fait remarquer qu'il se fait gentiment escroquer par les locaux et elle décide alors d'organiser la suite de son voyage. En réponse à cette rencontre, Sykes écrit à sa femme et dresse un portrait odieux d'une Bell qui ne voulait que l'aiguiller : « qu’elle aille au diable, cette raseuse, cette sotte, quel moulin à paroles, un homme-femme aussi plat qu’une limande, une globe-trotteuse vaniteuse et envahissante, une jacasseuse qui frétille du popotin, mais quelle idiote,. »
Cependant, cela n'a pas empêché Bell de s'imposer dans un monde et une société masculine, que ce soit dans les dîners mondains ou au sein des services secrets durant la Guerre et de ce fait à obtenir les mêmes droits que ses homologues masculins dans ce cadre professionnel, alors que les rares femmes britanniques présentes au Proche-Orient sont généralement limitées à des missions religieuses ou éducatives. Et de nombreux hommes respectent en public comme en privé ses travaux.
Contrairement à ses homologues masculins, Gertrude Bell dans ses écrits et récits sur ses expéditions au Moyen-Orient y décrit avec horreur la condition des femmes et du statut qui leur est attribué au sein de la société (Review of the Civil Administration of Mesopotamia). Elle ne participe cependant pas aux luttes féministes au Royaume-Uni. Et s'il est vrai que c'est sa fortune familiale qui lui permet de voyager et d'explorer, c'est aussi qu'aucune université n'avait voulu lui apporter son soutien pour ses expéditions là ou celles de ses collègues masculins étaient souvent faites sous l'égide d'universités prestigieuses ou d'instituts archéologiques.

### Réception aujourd’hui

#### Une figure sous-estimée
Les biographes de Bell, tout comme ses collègues de l'époque ont aussi longtemps sous-estimé le travail archéologique de Bell, notamment sur le site d'Ukhaidir (en). Ils préfèrent s'attarder sur son simple travail de prise de mesure et de photographie et décrire son accoutrement. De plus, ils insistent sur le dépit que Bell éprouve car des archéologues allemands, arrivés les premiers sur le site, avaient publié leurs études avant elle. Le fait qu'elle ne soit donc pas la première fut reconnu par ses contemporains, ce qui eut pour effet de considérablement minorer voir mettre le voile sur ses travaux.
Elle-même semble se sous-estimer, ce qui a sûrement influencé ses biographes. Dans ses journaux intimes et dans ses lettres, elle effectue une sorte d'auto-censure, sûrement inconsciente, due à l'enthousiasme de son travail et donne l'impression qu'on ne peut vraiment prendre son travail sérieusement. Ainsi, elle dit qu'elle « avait passé une délicieuse journée à jouer à l'archéologue », qu'elle aime à croire qu'elle « était une archéologue à part entière » ou encore que ses découvertes sont surtout le lot de la chance. De plus, sa tendance à romancer ses écrits n'aide pas à considérer ses écrits comme scientifiquement sérieux. Ainsi, ses voyages passent plus pour un passe-temps d'une fille de bonne famille plutôt que comme le travail d'un universitaire investie.
Bell est ainsi pendant près de 100 ans considérée comme une archéologue dilettante dont le travail avait apporté quelque chose à l'archéologie en Irak, tout en restant moins légitime que celui de ses pairs, hommes et « vrais professionnels ». Cependant, les historiens devraient passer outre sur  la forme et mieux considérer le fond de ses observations et de ses conclusions. Chose qui n'arrive réellement qu'avec les travaux de Julia Asher-Greve et de Lisa Cooper, laquelle livre en 2016 la première étude importante de cet apport à l'archéologie.
Bell montre durant son travail en Irak sa détermination à protéger des colonisateurs l'héritage archéologique et la culture des peuples qu'elle rencontre. Pour elle, préserver l'art et l'architecture arabe comme les mosquées pouvait aussi être utile pour l'empire britannique. En effet, elle utilise l'argument de préserver l'héritage culturel afin d'éviter que l'Angleterre coure le risque d'être elle-même dominée par les colonisés, si elle n'intègre pas, ne respecte pas les richesses architecturales des pays colonisés.
Toutefois, après sa mort, les parents de Gertrude reçurent des lettres de condoléances du monde entier, d'anciens collègues et de personnalités de premier plan. George V écrit ainsi : « La reine et moi ressentons durement la mort de votre remarquable fille, que nous tenions en haute estime. La nation, comme nous, pleure la perte d'une femme qui, par son intelligence, sa force de caractère et son courage, a rendu des services importants et, je le pense, durables. » Si Gertrude Bell ne fut pas gratifiée à sa juste valeur de son vivant, cette lettre du roi d'Angleterre révèle que ses supérieurs avaient conscience de la grande qualité du travail accompli.

#### Une figure contestée
Bell reste une figure contradictoire. Femme ayant dû affronter les préjugés et paroles misogynes de son époque et s'adapter à un milieu entouré d'hommes, elle garde des caractéristiques de son époque de sa classe. Elle est en effet d'une certaine façon anti-féministe, s'opposant par exemple au droit de vote des femmes, jugeant que ces dernières « n'ont pas toutes les capacités intellectuelles pour savoir voter » ou de « comprendre les tenants de l'empire »,. Elle est d'ailleurs présidente d'honneur de la Ligue des anti-suffragettes. De plus, elle fait partie de ceux argumentant que la différenciation au niveau du suffrage entre les classes était plus grand que celui entre les sexes.

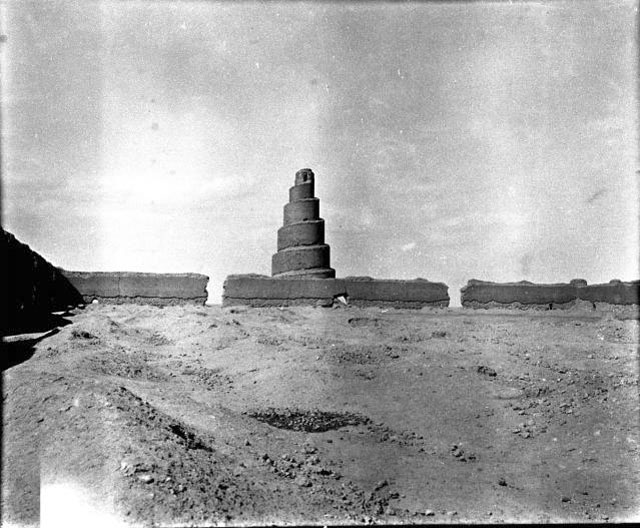
Samarra immortalisée par Gertrude Bell en 1909.

On peut aussi noter que Bell est aussi vue par l'historiographie comme une femme ayant eu des avantages, elle est née dans un milieu favorable ayant permis sa bonne éducation. Ce qui lui permet à la sortie d'Oxford par exemple d'avoir directement des contacts dans des ambassades d'Angleterre. Gertrude Bell se sert aussi de l'Empire britannique dont elle fait partie, en effet elle se sert du réseau de contacts que peut lui fournir l'Angleterre, comme c'est le cas avec Charles Hardinge qui fait partie de son réseau d'impérialistes. Elle n'a pas cherché à se rebeller contre les conventions de son époque mais elle les a plutôt utilisées pour servir sa carrière au sein du gouvernement britannique et pour se faire reconnaître et respecter (car femme) parmi la communauté intellectuelle, comme c'est le cas par exemple avec la Royal Geographical Society qui soutient ses travaux et dont elle fait partie.
De plus, les interventions de Bell dans la protection et la gestion du patrimoine irakien sont objet de controverses. Elle juge que certaines pièces archéologiques sont plus en sécurité à Londres que dans le musée de Bagdad de l'efficacité de protection duquel elle doute . Elle est favorable au « partage » des objets à la suite des fouilles par des archéologues étrangers. En effet, en 1917, de retour avec le corps expéditionnaire britannique à Samarra, elle trouve plusieurs caisses d'antiquités que Herzfeld et ses équipes ont abandonnées en désertant le site. Se pose alors la question du sort réservé à ces antiquités. Un débat houleux avec le War Office et l'India Office prit place : doivent-elles être saisies comme trésor de guerre ou bien, à la lumière des idées de droit des nations à disposer de leur culture et de leur identité, être distribuées dans les futurs musées irakiens. Bell plaide pour alimenter le Victoria and Albert Museum. Ce choix polémique aboutit finalement en 1921 à la répartition des antiquités à travers des musées d'Europe, d'Amérique du Nord et du Moyen-Orient, les meilleures pièces revenant à Londres et Berlin. Les antiquités doivent être restituées aux musées irakiens lorsqu'ils seront préparés à les recevoir. Il faut attendre 1936 avant que des pièces, endommagées et loin de représenter les pièces volées en 1917, le soient.
En 1920 Bell joue cependant un rôle actif dans l'affaire de la « collection de Lisbonne ». Au début de la guerre, 448 caisses d'antiquités venant du site d'Assur ont été saisies comme trésor de guerre par les Britanniques. Après la guerre, Bell s'oppose vivement à Andrae qui veut voir ces pièces rapatriées vers l'Allemagne. De son côté, Bell affirme qu'elles reviennent de droit au futur état de Mésopotamie et à son nouveau musée de Bagdad. Mais la majorité des pièces arrivent quand même en Allemagne. 

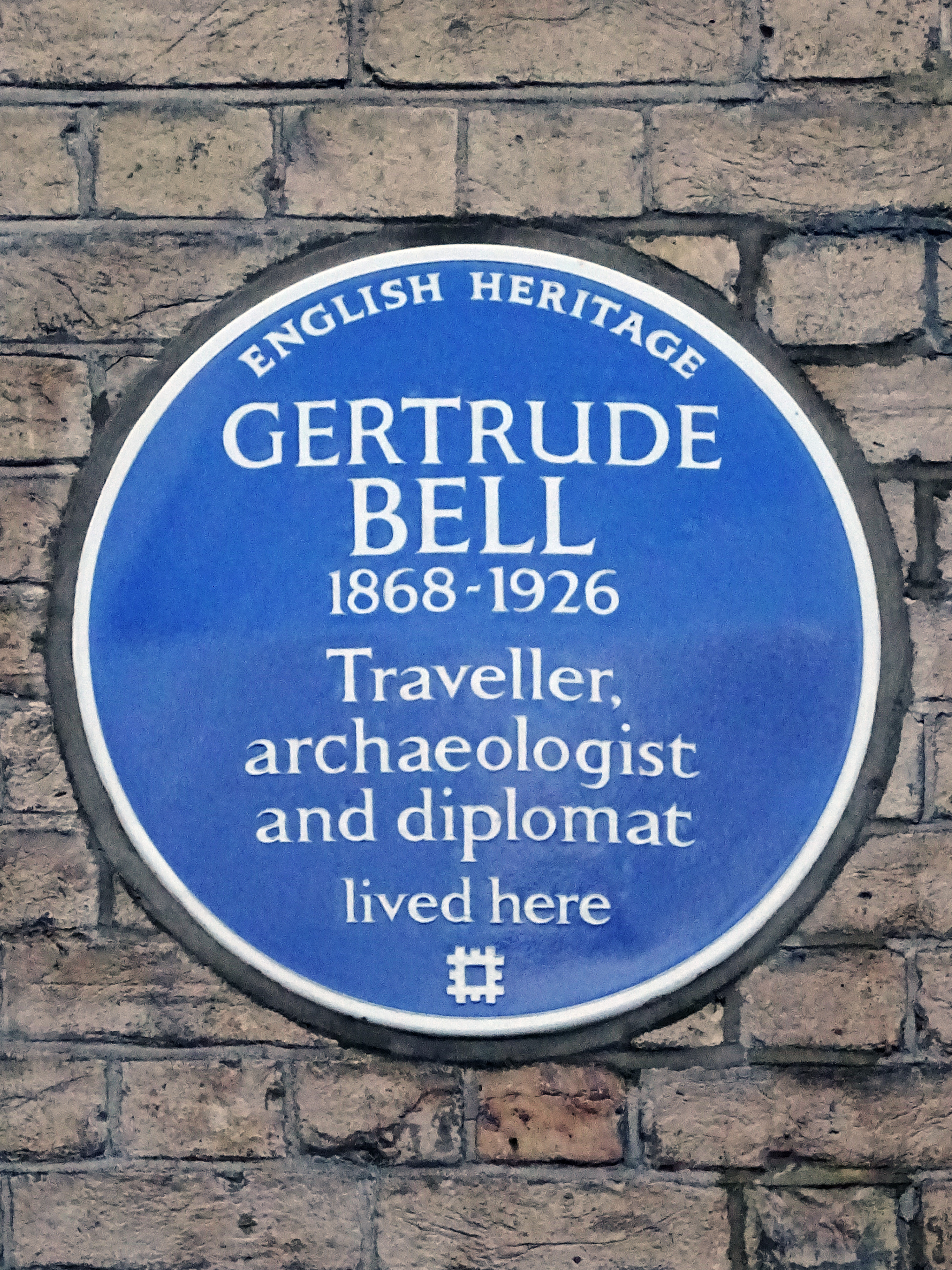
Plaque commémorative sur le bâtiment dans lequel Gertrude Bell vécut, au 95 Sloane Street, quartier de Chelsea, Londres.

La législation qu'elle met en place à partir de 1922 en tant que directrice des antiquités d'Irak est d'autant plus contestée qu'elle avantage largement les instituts occidentaux. Elle peut en effet sélectionner les objets scientifiquement nécessaires au musée irakien mais le reste demeure libre à l'exportation. De fait, cette législation continue d'encourager le travail et les recherches archéologiques en Irak mais les découvertes viennent surtout alimenter les collections des musées occidentaux, tel que le British Museum.
Ensuite, comme il a été vu, quand Gertrude Bell voyage, elle le fait sans jamais quitter son cercle aristocratique, qui peut lui ressembler par sa fortune, son éducation et par sa naissance,. De plus, l'historiographie actuelle souligne le fait que son statut d'aventurière et d'exploratrice a été trop accentué et enjolivé notamment par la littérature et les films.

#### Redécouverte d'une figure emblématique
Gertrude Bell, à l'instar d'autres figures féminines de son temps, est aujourd'hui sujet à la redécouverte grâce notamment aux Gender Studies. Elle intéresse de plus en plus l'historiographie, qui se penche sur son rôle historique notamment en Irak, en tant que « femme dans un monde d'hommes ». De nombreuses biographies sont publiées à son sujet notamment celle, en anglais, de Lisa Cooper ou en France celle de Christel Mouchard. Ainsi, depuis le début des années 2010, des dizaines de monographies et d'articles lui sont dédiés. Le roman The Desert and the Sown paru en 1907 et réédité en 2001, permet de montrer une image positive de Bell, en tant qu'exploratrice et aventurière, d'une femme qui a su se démarquer.
Peu de documentaires lui sont consacrés. L'Allemand Werner Herzog lui consacre un biopic en 2015, Queen of the Desert, où Nicole Kidman incarne l'exploratrice et Robert Pattinson T. E. Lawrence. Sélectionné à la Berlinale, le film connaît cependant un échec retentissant,.
En 2016, Sabine Krayenbühl et Zeva Oelbaum réalisent le film documentaire Letters from Baghdad (Une aventurière en Irak - Gertrude Bell). Sélectionné dans plusieurs festivals en 2016 (BFI, Doc NYC, IDFA), il obtient la même année le Prix du public au Festival International du Film de Beyrouth.
En 2015, l'université de Newcastle publie en ligne une bande dessinée, Gertrude Bell Comics, retraçant sa vie.
En 2024, Olivier Guez lui consacre un roman, Mesopotamia, où elle est qualifiée de « femme la plus puissante de l'Empire britannique ».
Malgré la redécouverte du personnage, elle reste encore assez méconnue du grand public, ce qui peut s'expliquer par le fait qu’elle a été éclipsée, dès les années 1930, par Thomas Edward Lawrence. Elle est d'ailleurs souvent qualifiée de « Lawrence d’Arabie féminine »,.

#### Monographies
- James Barr (trad. de l'anglais), Une Ligne dans le sable : Le conflit Franco-Britannique qui façonna le Moyen-Orient, Paris, Perrin, coll. « Domaine étranger », 2017, 510 p. (ISBN 978-2-262-06499-0). .
- (en) Paul Collins (dir.) et Charles Tripp (dir.), Gertrude Bell and Iraq : A life and legacy, Oxford, Oxford University Press, coll. « Proceedings of the British Academy », 2017, 324 p. (ISBN 9780197266076).
- (en) Lisa Cooper, In Search of Kings and Conquerors : Gertrude Bell and the Archaeology of the Middle East, New York, L. B. Tauris, 2016, 384 p. (ISBN 9781848854987). .
- (en) Georgina Howell, Gertrude Bell : Queen of the Desert, Shaper of Nations, New-York, Farrar Straus Giroux, 2008, 481 p. (ISBN 978-0374531355)
- (en) Liora Lukitz, A quest in the Middle East : Gertrude Bell and the making of modern Iraq, Londres, I.B. Tauris, 2005, 288 p. (ISBN 978-1850434153).
- Christel Mouchard, Gertrude Bell : Archéologue, aventurière, agent secret, Paris, Tallandier, 2015, 336 p. (ISBN 9791021010314). .

#### Articles et chapitres
- (en) James Buchan, « Miss Bell's lines in the sand », sur The Guardian, 12 mars 2012.
- Florian Besson, « Lawrence d'Arabie... au féminin », sur Nonfiction, 19 novembre 2015.
- Laurence Chamlou, « De la connaissance de l'Orient aux rêves d'une Occidentale : la traduction des poèmes de Hâfez par Gertrude Bell : la traduction des poèmes de Hâfez par Gertrude Bell », dans Isabelle Gadouin et Marie-Élise Palmier-Chatelin (dir.), Rêver d’Orient, connaître l’Orient : Visions de l’Orient dans l’art et la littérature britanniques, Lyon, ENS Éditions, 2014, p. 251-267. .
- Renée Champion, « Gertrude Bell, première dame de l'archéologie irakienne », Qantara, no 94,‎ 2015, p. 43-45. .

- (en) Genna Duplisea, « Writing in the Masculine: Gertrude Lowthian Bell, Gender, and Empire », dans Terrae Incognitae, The Journal of the Society for the History of Discoveries, États-Unis, Taylor & Francis, 2016, p. 55-75. .
- Rémy Kauffer, « Le monde arabo-musulman en feu », dans Histoire mondiale des services secrets, Paris, Perrin, 2015, p. 184-202. .

#### Roman biographique
- Olivier Guez, Mesopotamia: roman, Bernard Grasset, 2024 (ISBN 978-2-246-81895-3).
- Roselyne Febvre, Le pacte du désert : Dans les pas de l’aventurière et archéologue Gertrude Bell, Paris, Editions du Rocher, 2025, 360 p. (ISBN 978-2-268-11167-4, présentation en ligne)

#### Archives
- Gertrude Bell Archive, Newcastle University.

#### Médias
- « Dans les pas de Gertrude Bell », Le Temps d'un bivouac, France Inter, 23 août 2017.
- (en) The Gertrude Bell Comics project, Newcastle University, 2015.

#### Bases de données
- Ressources relatives aux beaux-arts :   - Artists of the World Online
  - Grove Art Online
  - Musée d'Orsay
  - National Portrait Gallery
  - Union List of Artist Names
- Notices dans des dictionnaires ou encyclopédies généralistes :   - Britannica
  - Brockhaus
  - Collective Biographies of Women
  - Deutsche Biographie
  - Dictionnaire universel des créatrices
  - Enciclopedia delle donne
  - Nationalencyklopedin
  - Oxford Dictionary of National Biography
  - Store norske leksikon
  - Treccani
- Notices d'autorité :   - VIAF
  - ISNI
  - BnF (données)
  - IdRef
  - LCCN
  - GND
  - Italie
  - Japon
  - CiNii
  - Espagne
  - Pays-Bas
  - Pologne
  - Israël
  - NUKAT
  - Catalogne
  - Suède
  - Vatican
  - Australie
  - WorldCat